# やさしい日本語 (テレビ番組)
やさしい日本語（やさしいにほんご）は、1996年4月5日から1999年3月26日までNHK教育テレビで放送された外国人向け日本語講座番組である。

## 概要
日常生活に役立つ日本語会話を学ぶ。

## 放送時間
- 1996年4月 - 1997年3月 金曜日 15:00 - 15:30
- 1997年4月 - 1999年3月 金曜日 15:30 - 16:00

## 出演者
- 講師:中道真木男
- アシスタント:稲村なおこ
- 生徒役:ピーター ハッチャー、李妵恩

## 放送リスト
| 回 | タイトル               | 初回放送日    |
| -- | ---------------------- | ------------- |
| 1  | 人の呼び方             | 1996年4月05日 |
| 2  | 自己紹介               | 1996年4月12日 |
| 3  | お仕事は?              | 1996年4月19日 |
| 4  | どちらから?            | 1996年4月26日 |
| 5  | こんにちは             | 1996年5月03日 |
| 6  | いい天気ですね         | 1996年5月10日 |
| 7  | お元気ですか           | 1996年5月17日 |
| 8  | お願いします           | 1996年5月24日 |
| 9  | もう一つください       | 1996年5月31日 |
| 10 | お茶をどうぞ           | 1996年6月07日 |
| 11 | おかわりいかがですか   | 1996年6月14日 |
| 12 | これでいいでしょうか   | 1996年6月21日 |
| 13 | あ、けっこうです       | 1996年6月28日 |
| 14 | そこで止めてください   | 1996年7月05日 |
| 15 | お水、いただけますか   | 1996年7月12日 |
| 16 | スイッチはこれですか   | 1996年7月19日 |
| 17 | これは何ですか         | 1996年7月26日 |
| 18 | どんな宿題ですか       | 1996年8月02日 |
| 19 | 水野様ですね           | 1996年8月09日 |
| 20 | ちょっとうかがいます   | 1996年8月16日 |
| 21 | お茶にしましょう       | 1996年8月23日 |
| 22 | これじゃないでしょうか | 1996年8月30日 |
| 23 | それはわかりますが     | 1996年9月06日 |
| 24 | いっしょに行きませんか | 1996年9月13日 |
| 25 | ほんとですか           | 1996年9月20日 |
| 26 | あ、そうですか         | 1996年9月27日 |

## スタッフ
- 監修:水谷修、杉戸清樹
- 企画:小川小百合